# Ornithoptera goliath
Ornithoptera goliath är en fjärilsart som beskrevs av Charles Oberthür 1888. Ornithoptera goliath ingår i släktet Ornithoptera och familjen riddarfjärilar. Inga underarter finns listade i Catalogue of Life.

## Bildgalleri

Ornithoptera goliath samson
Ornithoptera goliath supremus
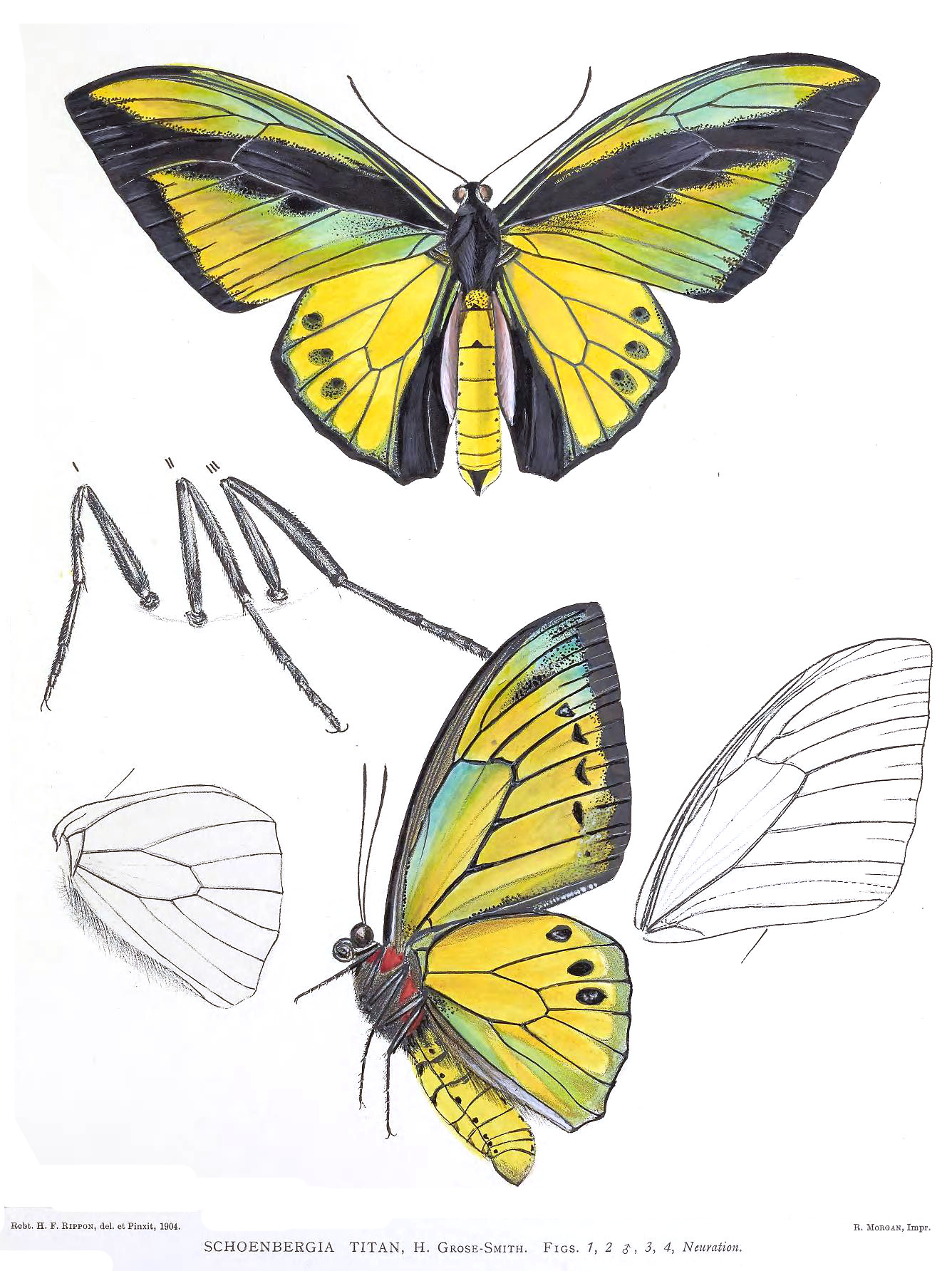
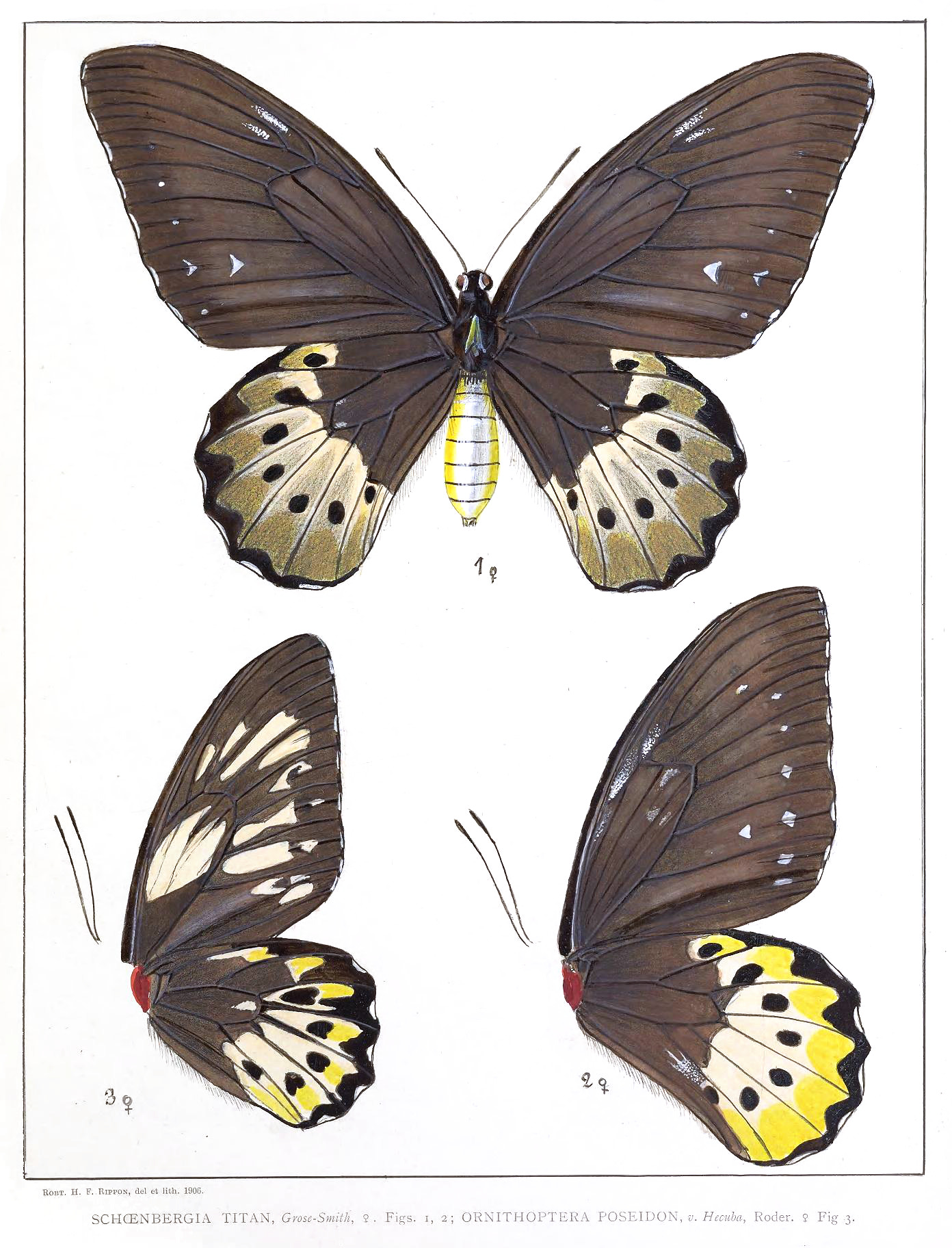
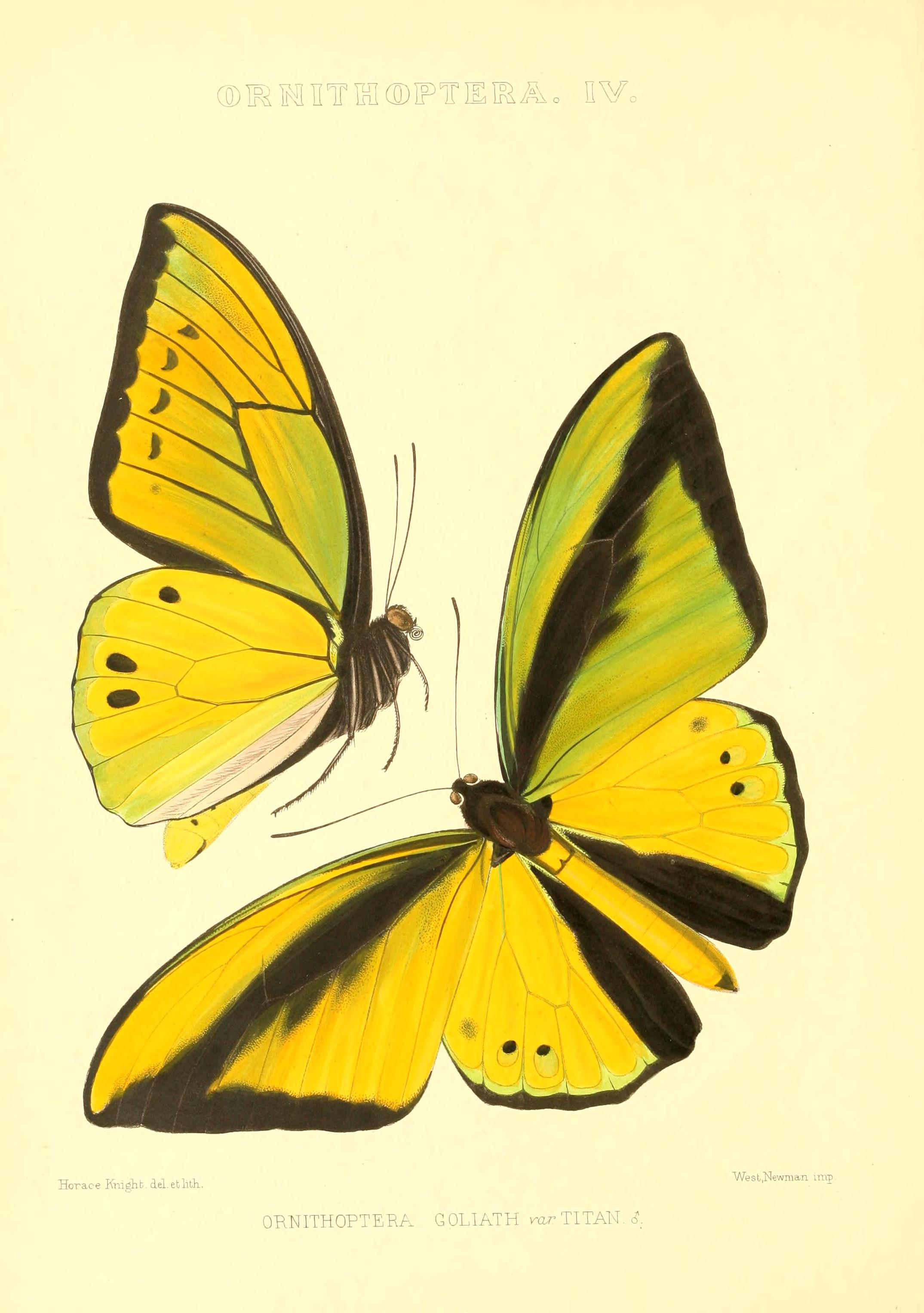